# SN 1968T
SN 1968T – supernowa odkryta 17 października 1968 roku w galaktyce MCG +07-34-35. W momencie odkrycia miała maksymalną jasność 18,00m.